# Traktat paryski (1951)
Traktat paryski – umowa międzynarodowa dotycząca utworzenia Europejskiej Wspólnoty Węgla i Stali. Podpisało go w Paryżu 18 kwietnia 1951 roku sześć państw: Francja, RFN, Włochy, Belgia, Holandia i Luksemburg. Równocześnie podpisano protokoły dodatkowe: o Trybunale Sprawiedliwości Wspólnoty i o związku Wspólnoty z Radą Europy. Depozytariuszem był rząd Francji (art. 100). Traktat wszedł w życie 23 lipca 1952 roku. Został zawarty na okres 50 lat. Wygasł 23 lipca 2002 roku.